# Funkcionális neurológiai rendellenesség
A funkcionális neurológiai rendellenesség (angolul: functional neurological disorder, FND) neurológiai tünetekkel, például végtaggyengeséggel, mozgászavarokkal, szenzoros tünetekkel, és   emlékezetkieséssel járó betegség. A funkcionális neurológiai rendellenesség tünetei klinikailag azonosíthatók, de egyetlen meghatározott organikus kórképnek sem feleltethetők meg. Ellentétbe állítható például az organikus pszichoszindrómával, ez esetben a páciens tüneteinek szervi oka van. A funkcionális neurológiai rendellenesség alkategóriái közé tartozik a funkcionális neurológiai tünetzavar (FNsD), a konverziós zavar, és a pszichogén nem epilepsziás roham. A neurológiai szakrendeléseken gyakran jelentkeznek páciensek olyan neurológiai tünetekkel, amelyek organikus kórképpel nem magyarázhatók, ezek az összes neurológiai eset több mint harmadát teszik ki. A betegek beszámolói alapján az FND tünetei gyakrabban járnak együtt distresszel, és az élet valamely területének károsodásával, mint az organikus neurológiai zavarok
A diagnózis a kórtörténetben szereplő pozitív klinikai jelek és tünetek, valamint a neurológiai konzultáción történő vizsgálat alapján állítható fel (lásd alább). A fizioterápia a motoros tünetekkel (gyengeség, járászavar, mozgászavarok) jelentkező betegeknek különösen hasznos lehet, míg a személyre szabott kognitív viselkedésterápia a nem epilepsziás, disszociatív rohamoktól szenvedő betegek számára a leginkább tudományosan alátámasztott terápiás módszer.

## A betegség jelei és tünetei
A funkcionális neurológiai rendellenességben szenvedő betegek számos tünetet tapasztalhatnak. Bár a tünetek nagyon is valóságosak, okai összetettek, akár egy múltbéli súlyos pszichés traumával (konverziós zavar), és az idiopátiás neurológiai diszfunkcióval is összefüggésbe hozhatók. A betegség főbb tünetei közé tartoznak a motoros vagy szenzoros működési zavarok, illetve az epizodikusan jelentkező megváltozott tudatállapot:  
- Végtaggyengeség vagy bénulás
- Eszméletvesztés, emlékezetkiesés (más néven disszociatív vagy nem epilepsziás rohamok) – epilepsziás rohamnak vagy ájulásnak tűnhet
- Mozgászavarok, például remegés, disztónia (akaratlan izomösszehúzódás), mioklónus (rángatózó mozgás)
- Látászavar, például látásvesztés, vagy kettős látás
- Kezdődő obszesszív-kompulzív zavar és fokozott szorongás
- Beszédzavar, például diszfónia (suttogó beszéd), elkent beszéd, vagy dadogás
- Érzékszervi zavar, például hemisensoros szindróma (a test egyik oldalának megváltozott érzékelése)

### Kapcsolódó zavarok
Epidemiológiai vizsgálatok és metaanalízisek azt találták, az FND-vel diagnosztizált betegeknél gyakrabban jelenik meg depresszió és szorongás, mint az általános populációban. Azonban az egyéb neurológiai zavarokban, például epilepsziában vagy Parkinson-kórban szenvedő betegek is hasonló mértékben diagnosztizálhatók depresszióval és szorongással. A pszichés problémák gyakran az évek óta elhúzódó félrediagnosztizálások, és a betegség színlelésének vádja miatt jelennek meg.   

## A betegség okai
Egy szisztematikus áttekintő tanulmány szerint a stresszes életesemények és a gyermekkori elhanyagolás szignifikánsan gyakrabban fordul elő az FND-ben szenvedő betegeknél, mint az általános populációban, igaz, sok beteg (körülbelül 70%) semmilyen stresszhatásról nem tudott beszámolni.
Mára már számos, különböző paradigmákat és módszereket alkalmazó kutatás mutatta ki az FND-ben megjelenő funkcionális deficitekhez kapcsolódó jellegzetes agyi aktivitási mintázatokat. Ezek az agyi aktivitásmintázatok a tüneteket pusztán szimuláló emberek esetében nem jelentek meg. A legújabb kutatások az agy fehérállományában olyan összeköttetéseket tártak fel, amely kapcsolatok a funkcionális neurológiai rendellenességben érintett betegeknél módosultak. A legújabb tudományos eredmények elősegítik a betegségben szerepet játszó mechanizmusok megértését, valamint lehetőséget nyújthatnak olyan markerek feltárására is, amelyek a betegek állapotának, illetve a betegség prognózisának bejóslására is alkalmasak lehetnek. 

## Diagnózis
A funkcionális neurológiai rendellenesség a kórtörténet, illetve a neurológiai vizsgálat alapján diagnosztizálható.
A neurológiai vizsgálat során a funkcionális gyengeség pozitív klinikai jele az úgynevezett Hoover jel, amikor a csípő egyik oldalának nyújtásakor tapasztalt gyengeség eltűnik, amikor a másik oldal hajlítására kérik meg a személyt. A másik pozitív klinikai jel a comb távolító jel (thigh abductor sign), a comb hajlításakor érzett gyengeség normalizálódik, amikor a másik combját hajlítja be a beteg. A funkcionális tremor jelei közé tartozik az úgynevezett "ragadás" jelensége (entrainment), illetve a remegés figyelemelterelésre történő megszűnése. A tremort tapasztalató beteget meg kell kérni, hogy az egyik kezével vagy lábával másoljon le ritmikus mozgásokat. A funkcionális tremor gyanúja merül fel, ha a másik kéz remegése is a lemásolt mozdulatok ritmusát kezdi utánozni, ha a remegés leáll, vagy a páciens nehezen tudja lemásolni a mozdulatokat. A funkcionális disztóniára általában a kifordított bokatartás, és az összeszorított ököl jellemző. A disszociatív vagy nem epilepsziás rohamok jelei közé tartozik a hosszan tartó mozdulatlanság és válaszképtelenség, a hosszú epizódok (>2 perc), és a roham előtti disszociáció. Ezeket a jeleket a diagnózisalkotáskor hasznos megbeszélni a beteggel.   
A funkcionális mozgászavarral és végtaggyengeséggel küzdő betegeknél a tünetek kezdete sokszor akut fájdalomhoz, testi sérüléshez, vagy fizikai traumához köthető. Pszichés stresszorok hatására is megjelenhetnek tünetek, de a legtöbb betegnél nem ez a jellemző. A funkcionális neurológiai rendellenességgel diagnosztizált betegek kórtörténetében nagy valószínűséggel szerepelnek más betegségek, például irritábilis bélszindróma, krónikus kismedencei fájdalom vagy fibromyalgia, de ezen betegségek alapján nem lehet a diagnózist felállítani. Az FND nem diagnosztizálható vérvizsgálat, vagy strukturális agyi képalkotó eljárások, például MRI, vagy CT vizsgálat alapján. Ez azonban sok más neurológiai betegségre is jellemző, ezért mindössze az alapján, hogy minden elvégzett vizsgálat negatív, nem lehet az FND diagnózisát felállítani. Az FND azonban más neurológiai betegségekkel együtt is előfordulhat, és az egyes tesztek olyan nem specifikus eltéréseket is mutathatnak, amelyek mind az orvost, mind a beteget összezavarhatják a diagnózist illetően.

### Az ICD-11 diagnosztikai kritériumai
A 2017-ben véglegesítésre kerülő Betegségek Nemzetközi Osztályozása (BNO-11) rendszerében szerepeltek először a funkcionális zavarok a neurológiai szekcióban.

### Differenciáldiagnózisok
Nagyon ritkán előfordul, hogy a funkcionális neurológiai tünetzavar más betegségeket utánoz. Néhány alternatív diagnózis, amelyet az orvosok gyakran fontolóra vesznek: 
- Hemiplégiás migrén
- Sclerosis multiplex
- Parkinson-kór
- Autoimmun rendellenességek
- Stroke
- B12-vitamin-hiány vagy vészes vérszegénység
- Myasthenia gravis
- Masztocitózis
- Hisztaminintolerancia

## Kezelése
A kezelés a biztos és transzparens diagnózis meglétét követeli meg, amely olyan pozitív klinikai jeleken alapszik, amelyekkel kapcsolatban mind az egészségügyi szakemberek, mind a betegek magabiztosnak érzik magukat. Alapvető fontosságú, hogy az egészségügyi szakember megerősítse, az FND egy gyakori probléma, a tünetek valódiak, nem a képzelet szüleményei, és a diagnózist nem csak azért kapja a beteg, mert minden más zavart kizártak.
A diagnózisba vetett bizalom nem javít a tüneteken, de úgy tűnik, hogy bizonyos kezelések, például a fizioterápia hatékonyságát javítja. A fizioterápia célja a kialakult kóros mozgásminták megváltoztatása. 
A funkcionális neurológiai rendellenesség kezeléséhez multidiszciplináris megközelítés javasolt. A kezelési lehetőségek a következők lehetnek: 
- Fizioterápia és foglalkozásterápia
- Gyógyszerek, például altatók, fájdalomcsillapítók, antiepileptikumok és antidepresszánsok (azon betegek számára, akik komorbid depresszióban szenvednek vagy fájdalomcsillapításra van szükségük)

A motoros tünetekkel, például gyengeséggel, járászavarokkal és mozgászavarokkal küzdő betegek számára az első választás a fizioterápia lehet olyan szakember vezetésével, aki érti a funkcionális rendellenességeket. Nielsen és munkatársai 2012-ig bezárólag áttekintették a funkcionális mozgászavarok fizioterápiájáról szóló orvosi szakirodalmat, és arra a következtetésre jutottak, hogy a rendelkezésre álló tanulmányok bár korlátozott számban érhetők el, főként pozitív eredményekről számolnak be. Azóta számos tanulmány szintén alátámasztotta a fizioterápia pozitív hatásait. Egy vizsgálatban egy ötnapos intenzív fizioterápiás kezelést követően a betegek több mint 65%-ának tünetei sokat, vagy nagyon sokat javultak, ráadásul a betegek 55%-áról előzetesen az orvosok úgy gondolták, hogy a betegségük prognózisa rossz. Egy randomizált kontrollált vizsgálatban a betegek a fizioterápia hatására szignifikáns mértékben mobilisabbak lettek, ez a javulás az egyéves utánkövetés alatt is fennmaradt. Multidiszciplináris kezelés esetén a betegek 69%-a számolt be tüneteinek jelentős javulásáról, még ha csak rövid rehabilitációs programokban is vettek részt. A kezelés által nyújtott előnyök még akkor is mérhetők voltak, amikor a betegekkel a kezelés után 25 hónappal kapcsolatba léptek.
A súlyos és krónikus FND-ben szenvedő betegek esetében a fizioterápia, a foglalkozásterápia és a kognitív viselkedésterápia kombinációja lehet a legjobb kezelési alternatíva. Mindezt olyan tanulmányok pozitív eredményei támasztják alá, amelyek résztvevői a kezelés előtt maximum három éve tapasztaltak tüneteket. 
A kognitív viselkedésterápia (CBT) önmagában is előnyös lehet a disszociatív (nem epilepsziás) rohamokban szenvedő betegek kezelésében. Egy 12 alkalmas kognitív viselkedésterápia hatását vizsgáló randomizált kontrollált vizsgálat során a disszociatív rohamok gyakorisága csökkent, és ezen pozitív eredmények 6 hónap elteltével is fennmaradtak. A terápia során megtanították a betegeknek, hogyan vegyék észre a rohamok figyelmeztető jeleit, és hogyan állítsák meg azokat, bátorították a negatív gondolataik megkérdőjelezését, és segítettek a betegeknek, hogy az eddig elkerült tevékenységeket sikeresen megkezdjék. Az Egyesült Királyságban 2015-ben indult egy olyan nagy, többközpontú vizsgálat, ami a CBT disszociatív (nem epilepsziás) rohamokra való hatását vizsgálja.
A betegek számára a kezelés gyakran nehezen hozzáférhető. A funkcionális neurológiai rendellenességek terén szakértelemmel rendelkező egészségügyi dolgozók száma korlátozott. A betegek úgy érezhetik, nem veszik őket komolyan, gyakran hallhatják, hogy „minden fejben dől el”, különösen, ha pszichológiai módszerek is a kezelési terv részét képezik. Egyes egészségügyi szakemberek nem érzik komfortosan magukat a funkcionális tünetekkel küzdő betegek kezelésében, nem tudják hogyan magyarázzák el a tüneteket a páciensnek. A diagnosztikai kritériumok változásai, a tudományos bizonyítékok gyarapodása, a diagnózis felállításával és annak magyarázatával kapcsolatos szakirodalom növekedése, valamint az orvosképzés átalakulása lassan változást hozhatnak.
A funkcionális neurológiai rendellenesség diagnózisának felállítása után fontos, hogy a neurológus teljes körűen informálja a betegségről a pácienst, hogy az sikeresen megértse a diagnózist. 
Vannak olyan betegek, akik állapotukból kifolyólag negatív hangulatot vagy szorongást tapasztalnak. Ők gyakran azért nem fordulnak szakemberhez, mert attól tartanak, hogy az orvos a szorongásukkal, vagy a depressziójukkal fogja magyarázni a tüneteiket.
Fontos, hogy a funkcionális neurológiai rendellenesség kezelése holisztikus legyen. Vagyis a különféle területeken dolgozó szakemberek, neurológusok, háziorvosok (vagy az egészségügyi alapellátást nyújtó szolgáltatók), gyógytornászok és foglalkozásterapeuták együttes munkájára van szükség.

## Gyakorisága
Becslések szerint a neurológiai ambuláns betegek egyharmadának vannak funkcionális tünetei, így a fejfájás/migrén után a funkcionális tünetek a második leggyakoribb okai a neurológiai szakrendelések felkeresésének. Az első roham utáni neurológiára történő beutalás 7-ből 1 esetben a disszociatív (nem epilepsziás) rohamok miatt történik. A funkcionális gyengeség gyakorisága a sclerosis multiplex gyakoriságával egyezik meg. Skóciában évente körülbelül 5000 új beteget diagnosztizálnak FND-vel.

## A funkcionális neurológiai rendellenesség a történelem során
Jean Martin Charcot szerint a betegséget - amit később FND-nek neveznek el - "az idegrendszer örökletes degenerációja okozza, másnéven egy neurológiai rendellenesség".
A történelem során sok beteget tévesen diagnosztizáltak konverziós zavarral, miközben valójában más organikus megbetegedésben, például daganatos betegségben, epilepsziában, vagy érrendszeri betegségben szenvedtek. Mindez sok beteg halálához, a megfelelő ellátás hiányához, illetve a betegek szenvedéséhez vezetett. Eliot Slater miután az 1950-es években tanulmányokat folytatott a betegségről kétségbe vonta annak létezését. Kijelentette, hogy „A „hisztéria” diagnózisa a tudatlanságunk álcája, valamint a klinikai hibák termékeny forrása. Valójában nemcsak egy téveszme, hanem csapda is." 
1980-ban, a DSM III-ban már a "konverziós zavar" is szerepelt a betegségek listáján. A funkcionális neurológiai rendellenesség diagnosztikai kritériumai szinte teljesen megegyeznek a hisztéria diagnosztikai kritériumaival. Ezek a következők voltak: 
A. A domináns tünet az élettani funkciók elvesztése vagy megváltozása, amely az organikus zavar jelenlétét veti fel. A tünetek akarattal nem befolyásolhatók, és orvosilag nem megmagyarázhatók
B. A következő tünetek legalább egyikének is jelen kell lennie:
1. Időbeli kapcsolat a tünetek kezdete és egy külső esemény vagy pszichés konfliktus között
2. A tünet az egyén számára lehetővé teszi, hogy bizonyos számára kellemetlen tevékenységeket elkerüljön
3. A tünetek által a személy olyan külső támogatást kaphat, amit egyébként nem kaphatott volna meg

Ma már egyre inkább tudjuk, hogy a tünetek valósak és a betegeknek szenvedést okoznak. A tüneteket az idegrendszer hibás működése okozza, és nem színlelés, vagy "beképzelés".

### A diagnózist övező viták
Az FND diagnózisát a történelem során sok vita övezte. Sok orvos még ma is úgy gondolja, hogy minden FND-s betegnek megoldatlan pszichés konfliktusai, traumatikus élményei vannak (amelyek gyakran szexuális jellegűek), és ezeket fejezik ki fizikai tünetek formájában. Viszont más orvosok szerint ez a feltételezés nem igaz. Wessely és White szerint az FND csupán egy eddig nem megmagyarázott szomatoform zavar.

## Fordítás
Ez a szócikk részben vagy egészben  a   Functional neurologic disorder című angol Wikipédia-szócikk ezen változatának fordításán alapul.  Az eredeti cikk szerkesztőit annak laptörténete sorolja fel. Ez a jelzés csupán a megfogalmazás eredetét és a szerzői jogokat jelzi, nem szolgál a cikkben szereplő információk forrásmegjelöléseként.

## További irodalom
- Diana Kwon, "A Disorder of Mind and Brain: A mysterious condition once known as hysteria is challenging the divide between psychiatry and neurology", Scientific American, vol. 323, no. 5 (November 2020), pp. 58–65. A variety of conditions that have variously been termed "hysteria", "conversion disorder", or "psychosomatic illness" have most recently been given the name "functional neurological disorder (FND), [which] is deliberately neutral, simply denoting a problem in the functioning of the nervous system." (p. 60.)